# Taça

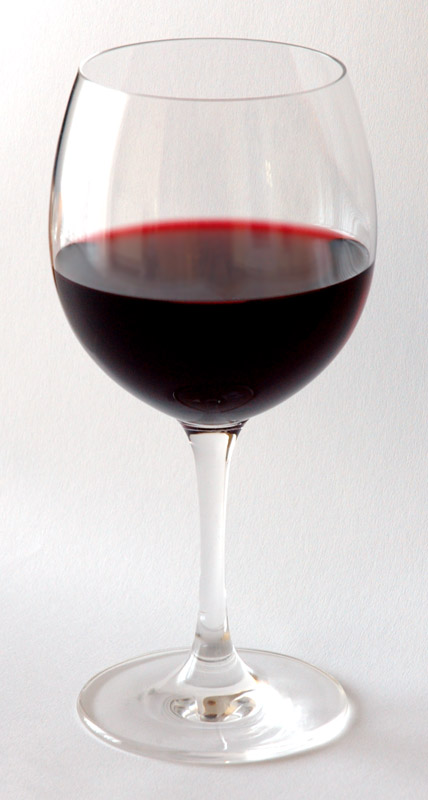
Uma taça de vinho tinto.

Taça (do árabe vulgar Tasâ) é um tipo de copo geralmente usado para se preparar coquetéis ou beber vinho. São feitas predominantemente de vidro mas podem existir na forma de cerâmicas ou metais como a prata. As taças tem um aspecto cilíndrico semelhante a uma tigela mas costumam ser mais largas, menos profundas e apresentam um pé em forma de haste sustentada por uma base de mesmo material. Normalmente são utilizadas em ocasiões mais formais e elegantes do que os copos normais.
Foi originalmente concebido como uma maneira de conservar melhor a temperatura da bebida pois a mão não entraria em contato direto com o corpo da taça evitando a troca de calor.

## Tipos de taças

### Taça de vinho
A taça de vinho padrão provavelmente surgiu por volta de 1400 na cidade de Veneza. Naquela época, os venezianos melhoraram a qualidade do vidro e criando uma forma de vidro transparente chamada de “cristallo”. Os copos de vinho de alta qualidade já foram feitos de de vidro chumbo , que tem um índice de refração mais alto e é mais pesado do que o vidro comum, mas as preocupações com a saúde em relação à ingestão de chumbo resultaram em sua substituição por um vidro sem chumbo.

### Taça de champanhe
Flûte ( ou flûte à Champagne em francês): É uma taça com uma forma cônica alta com o corpo alongado e delgado.

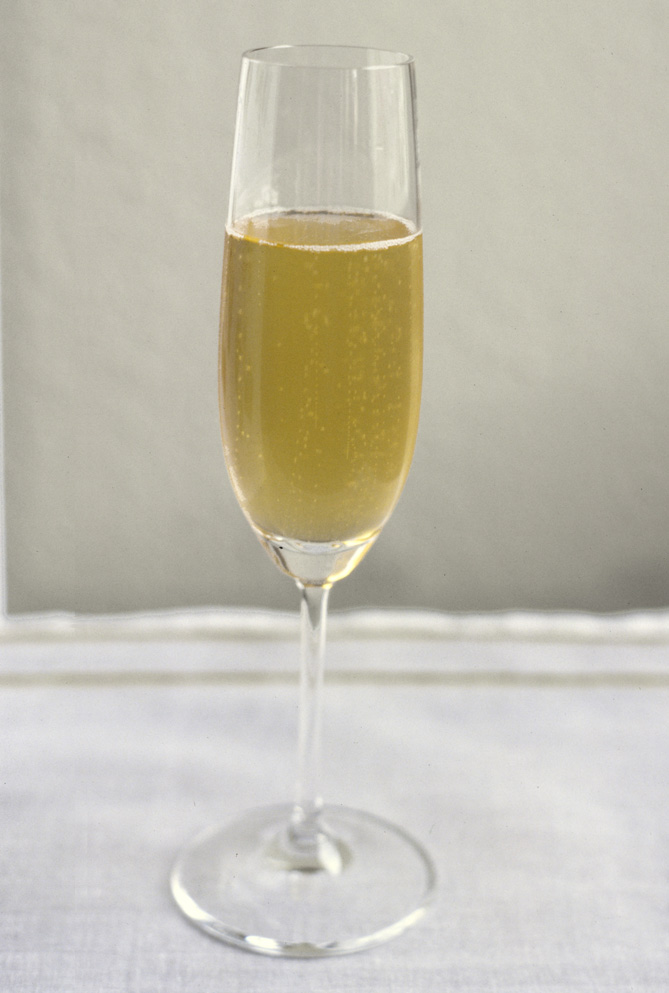
Taça tipo Flûte de champanhe.

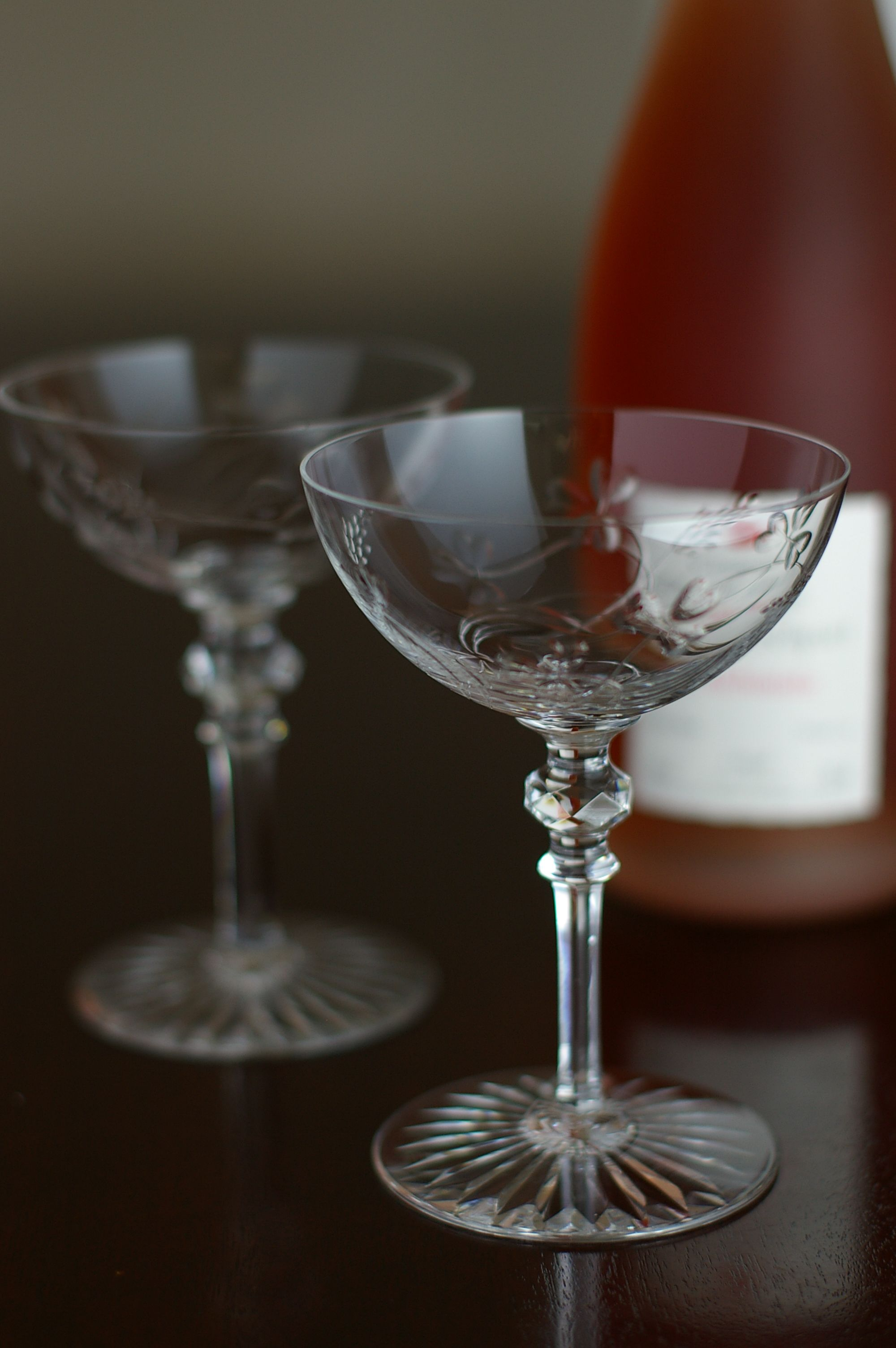
Taça de champanhe tipo coupe.

Coupe: é uma taça de vidro em forma de pires larga e rasa.

## História
Ainda que os primeiros recipientes de tipo jarra para se beber cerveja (que é anterior ao vinho) remontem a 3000 a. C., até o Segundo milénio a.C. não se pode começar a falar de taças propriamente ditas.
Durante a Idade do Bronze, a cultura argárica (no sudeste da Espanha) realizou taças com argila cozida. São objetos característicos dos enxovais funerários da fase avançada da dita civilização.
Romanos e fenícios usavam uma única taça para toda a família, que se colocava na metade da mesa para uso de todos. Devido ao seu alto preço, somente as famílias ricas podiam permitir-se uma, normalmente de luxo e muito pesada.
A situação mudou com a aparição da técnica que consiste em assoprar o vidro, o que fez mais acessível se possuir taças de vidro, ainda que elas seguissem sendo caras e frágeis. Com o passar do tempo, no entanto, as técnicas evolucionaram e o preço do vidro, e por tanto das taças, abaixaram.
No Renascimento, se produziram novos desenhos, com novos materiais e incrustações. Durante o século XVII, se trocou o vidro por cristal, mais brilhante e mais maleável que este.
Em 1977, se certificaram as taças para degustação. A forma, a espessura do cristal e até a cor da taça influem na hora de se degustar o vinho e na percepção que tem o degustador sobre a bebida.

## Mitos sobre as taças
Durante a Idade Média, se achava que bastava beber de uma taça feita com o corno (chifre) de um unicórnio para livrar-se do mal causado por qualquer veneno. 
Provavelmente a taça mais famosa é a do Santo Cálice (ou Santo Graal), a mística taça que Jesus Cristo teria usado na Última Ceia e a que se atribuem poderes sobrenaturais, tais como curar as enfermidades ou conceder a vida eterna.